# Oldenburger Graben

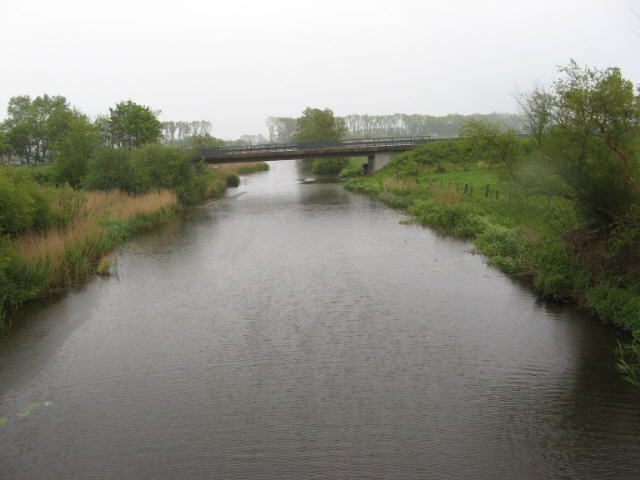
Der Oldenburger Graben bei Grube

Der Oldenburger Graben ist eine in der letzten Eiszeit entstandene unter dem Meeresspiegel gelegene Rinne im Kreis Ostholstein in Schleswig-Holstein.

## Lage
Der Oldenburger Graben liegt in Ostholstein auf der Halbinsel Wagrien. Er verläuft von Weißenhäuser Strand durch Oldenburg in Holstein bis nach Dahme und somit von der Hohwachter Bucht bis zur äußeren Lübecker Bucht.
Das Naturschutzgebiet am Oldenburger Graben wird im Westen durch die Trasse der Bahnlinie Oldenburg–Neustadt begrenzt. Im Norden und Nord-Osten sind die höher gelegenen landwirtschaftlich genutzten Flächen und der Hof Gut Schwelbek die Grenze. Im Südosten wird es durch den Westrand des Schwienkuhler Bruches begrenzt und im Süden und Südwesten hauptsächlich durch die Gemeindegrenze zwischen der Stadt Oldenburg und der Gemeinde Damlos.

### Länge und Breite
Der Oldenburger Graben ist rund 22 km lang und zwischen 2 und 20 Metern breit.
In Weißenhaus ist er schmaler als in Dahme. Durch die Stadt Oldenburg ist der Graben verrohrt. Sein gesamtes Einzugsgebiet beträgt ungefähr 22.000 Hektar.

### Tiefe
Der Betriebswasserstand ist in Weißenhaus bei 1,60 m unter Normalhöhennull (NHN). In Dahme ist er mit 1,90 m unter NHN noch tiefer.

## Geschichtliche Entwicklung

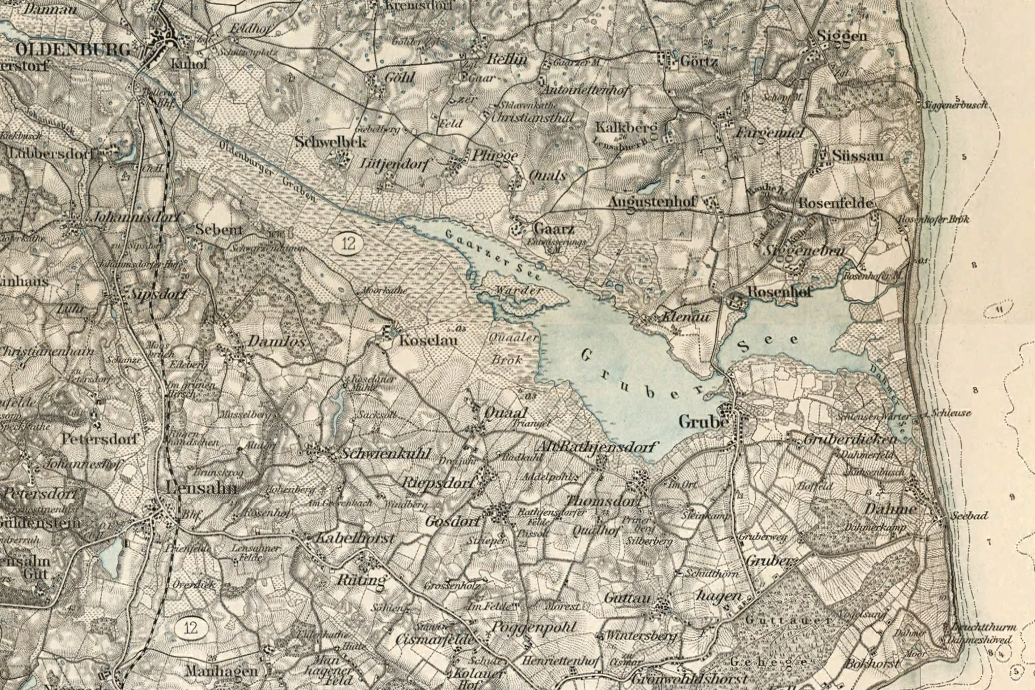
Der Gruber See vor seiner Verlandung (um 1893).

Die Landschaft des Oldenburger Grabens entstand in der Eiszeit durch glaziale Schmelzwässer und eine Moränenlandschaft. Die dynamische Geschichte des Oldenburger Grabens ist geprägt von Aussüßung und erneutem Eindringen von Meerwasser. Dies passierte im Zuge von relativen und absoluten Meeresspiegelschwankungen durch das nacheiszeitliche Schmelzen der Gletscher und die isostatische Landsenkung. Diese Entwicklung wurde früh von einer ebenso dynamischen menschlichen Besiedlung begleitet. Vor allem im Neolithikum wurden hier besonders viele Siedlungen angelegt, wie z. B. Oldenburg-Dannau. Vor mehr als 1000 Jahren diente der Oldenburger Graben als Teil der Verteidigungsanlage der Stadt Oldenburg und wurde beschifft. Schon zwischen 1770 und 1815 gab es diverse Pläne zur Entwässerung der Gruber-See-Niederung, die Teil des Gebiets des Oldenburger Grabens ist. Jedoch scheiterten die meisten aus einem Grund: der Aufteilung der Kosten unter den beteiligten Gemeinden. Ebenso gab es Pläne zur Eindeichung des Gebietes. Vor 1836 wurde eine kleine Schleuse im Rosenhofer Brök gebaut. 1861 wurde der Gruber See nach dem „Irminger Plan“ trockengelegt und eingedeicht. Wenige Jahre später wurden die nächsten Deiche sowie eine Schleuse erbaut. Man glaubte nun nach vielen Jahren der Uneinigkeiten und den provisorischen Lösungen endlich, unter hohen Kosten einen dauerhaften Schutz der Gruber-See-Niederung geschaffen zu haben.
Am 13. November 1872 gab es eine Jahrhundertflut, die die Deiche vollständig zerstörte und die Schleuse beschädigte. Die Schutzdämme überspülten, denn die Flut war vier Meter höher als bisherige Fluten. 1874 baute man bei Weißenhaus und Dahme neue Deiche mit einer Länge von 8 km und einer Höhe von 4 Metern über Normalnull mit zwei großen Schleusen. Bezahlt wurde das Projekt von Staatszuschüssen, Geldspenden und von dem Deichverband der Grube-Wessek-Niederung. Nun kam es zu ersten Entwässerungsmaßnahmen, denn die Landwirte waren an einer Verbesserung ihrer Ländereien interessiert.
In der Weimarer Republik wurde die Landwirtschaft gefördert, um die Produktivität zu steigern, da durch Gebietsabtretungen in Folge des Friedensvertrag von Versailles circa 4 Millionen ha Ackerland verloren gegangen waren, was einem Verlust von 14 % entsprach. Viele waren gegen die Baumaßnahmen, die mit mehr als 50 % vom Staat bezuschusst wurden. Entwässerungsgegner meinten, die Maßnahmen wären eine Schröpfung der Staatskasse und würden zu erheblichen Sackungen führen und die Existenz von fünf Berufsfischern zerstören. Die Kritiker konnten sich jedoch nicht durchsetzen und man einigte sich einstimmig auf die Nützlichkeit des Projektes.
In der nationalsozialistischen Agrarpolitik spielten die Bauern eine sehr wichtige Rolle. Deutschland sollte autark werden, also wirtschaftlich unabhängiger werden. Deswegen gab es ab 1933 viele Maßnahmen zur Verbesserung der Lage der Bauern. Die Trockenlegung und damit Schaffung der Köge wurde durch den Reichsarbeitsdienst (RAD) im Zuge der Arbeitsbeschaffungsmaßnahmen Hitlers ermöglicht. Alle Männer und Frauen zwischen 18 und 25 hatten eine halbjährige Arbeitsdienstpflicht. Die Trockenlegung sollte 7 bis 8 Jahre dauern. Man planierte und baute einen Randkanal, die kleine und große Heide wurden umgewandelt und das große Moor bei Riepsdorf/Quaal einplaniert und gedüngt. Die Koselau wurde verlegt und deren Zuflüsse reguliert. 1941 wurde der Gaarzer und der Rosenhofer See trockengelegt. 5 Jahre später wurden die Koogdeiche überspült und der Gruber-See-Koog lief voll.
Zwischen 1958 und 1972 kam es zu einem Neuausbau des Gesamtdeichverbandes. In diesem Zuge wurden die Ostseedeiche erhöht. Die Schleuse in Weißenhaus wurde ausgebaut und das Schöpfwerk überholt. In Dahme wurden die Schleuse und das Schöpfwerk neu gebaut. Die Randkanaldämme wurden erhöht und der Gaarzer Graben verlegt. Es entstanden zwei neue Köge, der Seewiesen Koog und der Dannauer Koog. Die Koogdeiche wurden verstärkt. Alle diese Maßnahmen wurden vom Staat gefördert. 1998 wurden 358 ha des Oldenburger Bruchs unter Naturschutz gestellt.
Der steinzeitliche Lochstab von Grube-Rosenhof wurde hier 2002 gefunden.

## Entwässerung

### Vor- und Nachteile

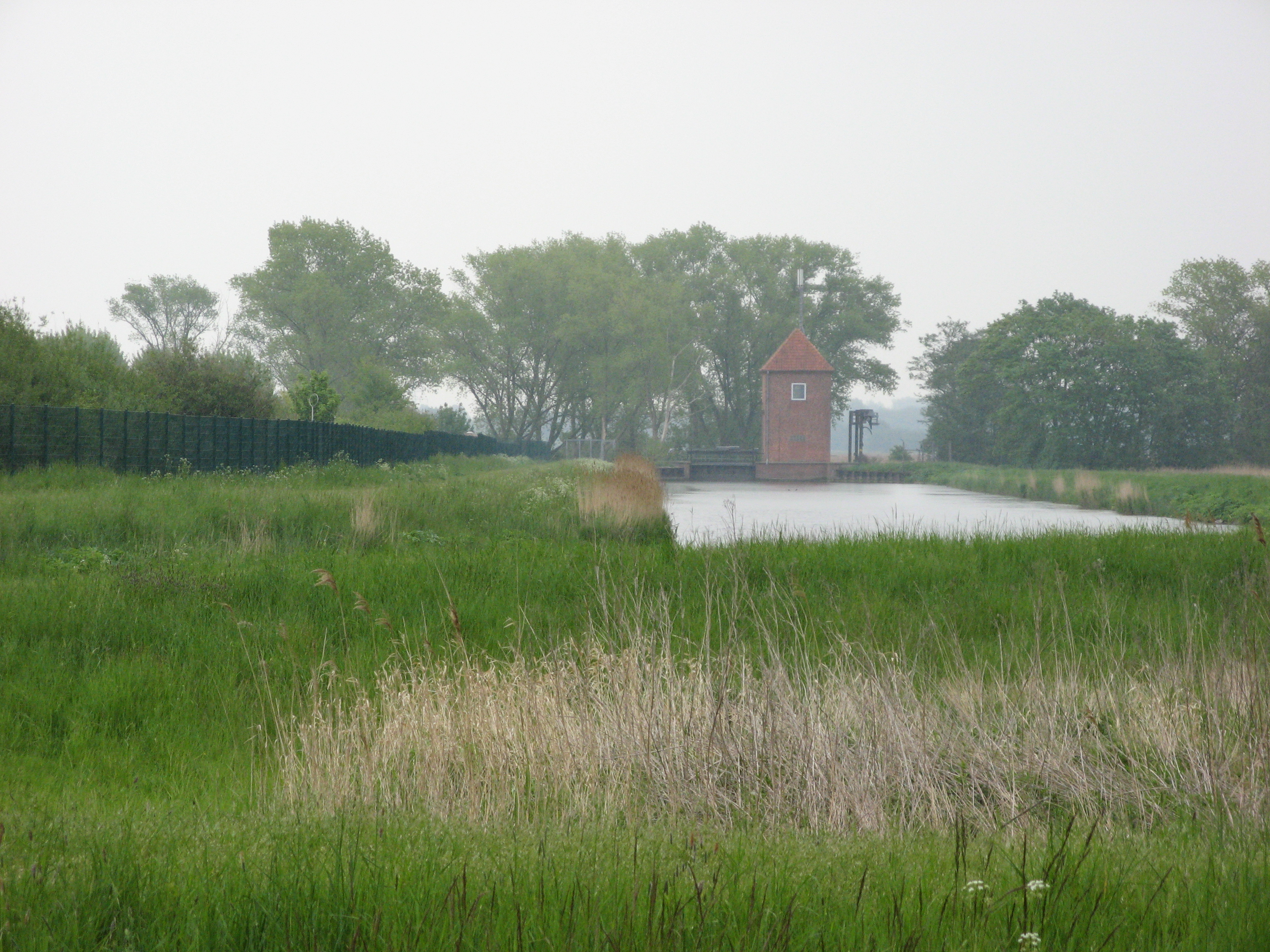
Pumpwerk nähe Weißenhaus

Große Teile des Oldenburger Grabens wurden entwässert und trockengelegt, um sie wirtschaftlich zu nutzen. Nun halten Grabensysteme, Pumpen und Schleusen die Köge, die in Privatbesitz sind, trocken. Das Wasser wird in den Oldenburger Graben geleitet. Die Schwierigkeit besteht darin, dass der Oldenburger Graben 1,6–1,9 m unter NN liegt und die Köge bei −3,5 NN. Deshalb muss das Wasser nach oben gepumpt werden.
Es gibt einige Interessengegensätze. Die Landwirte sind für die ständige Trockenlegung, für die Bodenverbesserung und damit Ausweitung der Nutzfläche. Auch der Staat sieht seine Vorteile in dieser Entwässerung. Außerdem gibt es auch ein öffentliches Interesse an einer funktionierenden Entwässerung.
Gegen diese Trockenlegung sprechen der staatliche Naturschutz und die zunehmende Bedeutung des Naturschutzes in der öffentlichen Meinung. Früher kam noch das Autarkiebestreben hinzu. Ein Kritikpunkt waren jedoch die Fischerinteressen.
Trotz der Nachteile wurden die Flächen trockengelegt, jedoch sind Kompromisse für ein funktionierendes System nötig.
Doch die Entwässerung hatte einige negative Auswirkungen. Es kam zu starken Sackungen und viele Tiere und Pflanzenarten verloren ihren natürlichen Lebensraum. Außerdem ist die Entwässerung finanziell sehr mühsam, da die Köge ständig entwässert werden müssen.
Wird jedoch zu stark entwässert, trocknet das Moor aus und reißt auf. Das Moor sackt ungleichmäßig ab, was die Nutzung erheblich erschwert, denn das Moor nimmt kaum noch Wasser auf. Deshalb muss das Gebiet alle 5–8 Jahre umgepflügt werden.
Allerdings gibt es auch viele positive Folgen. Es wurde neues Ackerland besonders im Matzenkoog und im Gruber Seekoog gewonnen. Den ganzen Sommer gibt es dort saftiges Futtergras, während das Gras auf den höher gelegenen Mineralböden in Trockenzeiten (Juni/Juli) leicht verdorrt. Im Frühjahr wird das Gras schneller grün, weil das entwässerte Moor sich schneller erwärmt.

### Der Randkanal

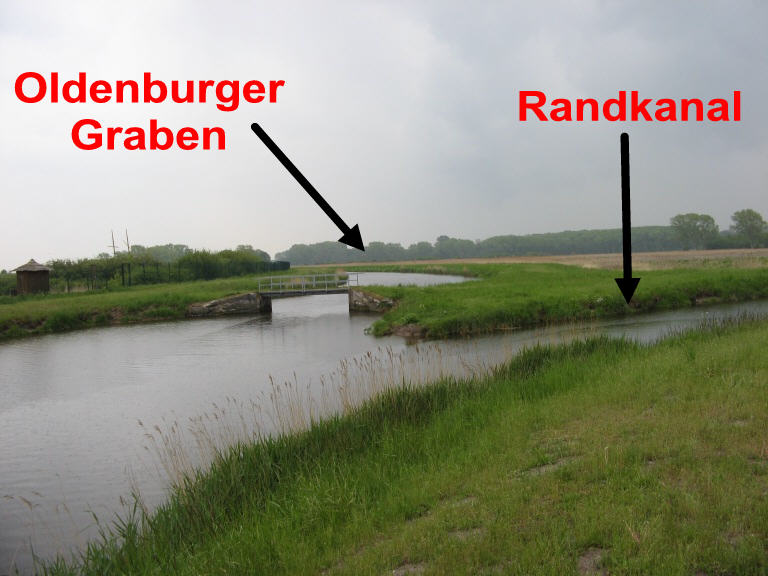
Der Randkanal und der Oldenburger Graben

Regenwasser, das vom Bungsberg und den anderen höher gelegenen Gebieten kommt, läuft nicht in den Oldenburger Graben, sondern in den Randkanal. Die Johannisbek wurde zu diesem Zweck zum Randkanal umfunktioniert. Der Randkanal erfüllt den Zweck, ein Überlaufen des Oldenburger Grabens zu verhindern und vorzubeugen.
Wasser, das in den Boden versickert, gelangt teilweise unterirdisch in den Oldenburger Graben. Im Laufe der Zeit steigt deswegen der Graben an.
Früher waren Teile des Wesseker Sees trockengelegt. Doch um Kosten zu sparen, hat man ihn wieder vernässt. Wenn zu viel Wasser oder Regen in den See laufen, dann weitet er sich aus. Es kann bis zu sieben Tage dauern, bis der See wieder seine normale Größe hat.

### Köge
Durch die Entwässerung sind folgende Köge entstanden:
- der Dannau-Wessek-Koog
- der Feddersen-Koog
- der Seewiesen-Koog
- der Gaarzer Koog
- der Matzen-Koog
- der Gruber-See-Koog

Diese Köge werden ständig entwässert.

## Natur und Naturschutz

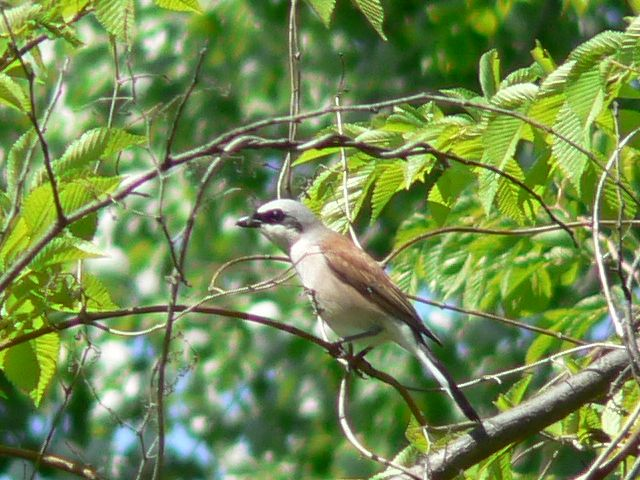
Neuntöter

Im Bereich des Grabens bestehen vier Naturschutzgebiete: Das Naturschutzgebiet „Oldenburger Bruch“ südöstlich von Oldenburg, das kleine, randlich gelegene Naturschutzgebiet „Lübbersdorfer Kiesgrube“, das Naturschutzgebiet „Wesseker See“ westlich von Oldenburg und das Naturschutzgebiete „Weißenhäuser Brök“ direkt an der Küste. Weitere Teilbereiche sind als Europäische Vogelschutzgebiete erfasst („Oldenburger Graben“ mit der Gebietsnummer 1731-401 und „Östliche Kieler Bucht“ mit der Nummer 1530-491).
Im Jahre 1998 wurden 358 Hektar des Oldenburger Bruches unter Naturschutz gestellt. Der Schutzzweck ist die Natur in diesem Gebiet in ihrer Gesamtheit dauerhaft zu erhalten. Durch die Trockenlegung wurde scharf in die Natur eingegriffen. Die Torfgewinnung und das Aufforsten führten zu weiteren Eingriffen. Dadurch änderte sich der Lebensraum vieler Tier- und Pflanzenarten. Viele verschwanden und neue siedelten sich an. Im Naturschutzgebiet sollen die ehemaligen Feuchtwiesen wiederhergestellt und erhalten werden, um wieder einen Lebensraum für typische Pflanzen- und Tierarten zu schaffen. Dafür wird das Grundwasser angestaut, um Teilbereiche wieder zu vernässen.
Der Wesseker See wird als Gewässer mit nationaler Bedeutung für Wasservögel und als Schlafplatz für Löffel- und Schnatterenten mit internationaler Bedeutung angesehen. Das Niederungsgebiet mit seinem Überschwemmungsgebiet ist also ein Rückzugsraum für Brutvögel sowie für rastende und nahrungssuchende Vögel während des Vogelzuges und im Winter.

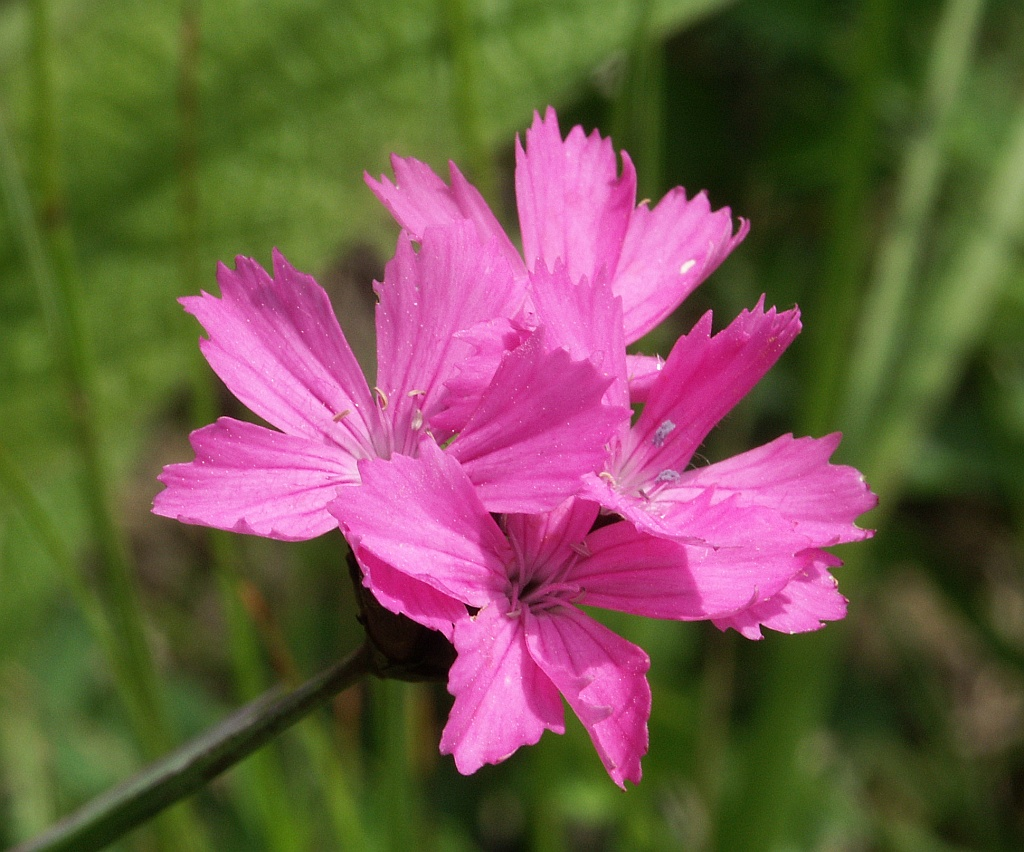
Karthäuser-Nelke

In den Schilfröhrichten brüten Teichrohrsänger, Rohrammern und vereinzelt Rohrweihen, Neuntöter, Sprosser, Braunkehlchen und Beutelmeisen. Insgesamt gibt es dort über 120 Vogelarten und weit über 500 Pflanzenarten. 55 Arten davon stehen auf der Roten Liste Schleswig-Holsteins, wie zum Beispiel die Karthäuser-Nelke, Heil-Ziest und Großer Klappertopf. 2008 wurde in Grube am Oldenburger Graben die seit 1978 in Schleswig-Holstein ausgestorbene Zwergdommel als Brutvogel identifiziert.
Auch die für den Oldenburger Bruch typischen Kopfbäume bieten Lebensräume für Steinkäuze und Marder. Der Matzenkoog im Oldenburger Graben ist Bestandteil des Natura-2000-Gebietes „Oldenburger Graben“. Dort soll ein Gebiet für Wasservögel entstehen, um eine noch höhere Artenvielfalt im Oldenburger Graben zu erlangen. Es sind auch weiterhin einige Naturschutzprojekte geplant, zum Beispiel die Renaturierung der Johannisbek (4,5 km) sowie die Bearbeitungen ihrer Ackerlandstreifen.

## Fortentwicklung
Die politischen Ziele im Gebiet des Oldenburger Grabens sind hauptsächlich, die Natur wieder zu vernässen, um mehr Lebensraum für Pflanzen und Tiere zu schaffen.
Ausgewählte Flächen werden aufgekauft und partiell wieder vernässt. Es ist nicht möglich, alles zu vernässen, denn dann würden die Landbesitzer ihr Land verlieren, da es überflutet werden würde. Das Ziel ist die Vergrößerung des schon vorhandenen Naturschutzgebietes.
Auch bei der geplanten Fehmarnbelt-Querung, bei der Deutschland über die Insel Fehmarn mittels eines Tunnels mit Dänemark verbunden werden soll, spielt der Bereich des Oldenburger Grabens eine Rolle, da die Hinterlandanbindung in jedem Fall den Oldenburger Graben queren muss.